# بیبراخ آن در ریس
شهر بیبراخ آن در ریسدر ایالت بادن-وورتمبرگ در کشور آلمان واقع شده‌است. (بیبر به معنی نوعی سمور آبی است). در طول جنگ جهانی دوم، دو اردوگاه بزرگ زندانی از جنگ در اینجا واقع شده‌است با Oflag V-B برای افسران، و اردوگاه دفن ILAG V-B برای غیرنظامیان متحد.